# کمیته المپیک کانادا
کمیته المپیک کانادا (فرانسوی: Comité olympique canadien - COC‎) یک سازمان غیرانتفاعی و غیردولتی است که نماینده کشور کانادا در کمیته بین‌المللی المپیک می‌باشد. 
این سازمان که در سال ۱۹۰۴ تاسیس شده مسئول آماده‌سازی و اعزام ورزشکاران به بازی‌های المپیک، بازی‌های المپیک جوانان و بازی‌های پان امریکن است.